# Berliner Straße (Schwedt/Oder)
Berliner Straße – jedna z głównych ulic w Schwedt/Oder, w kraju związkowym Brandenburgia, w Niemczech. 

## Przebieg
Przebiega z południowego zachodu na północny wschód, krzyżując się z Fischerstraße, Heinersdorfer Straße, Wendenstraße, Gartenstraße, Flinkenberg, Salzstraße, Jüdenstraße, Am Kanal, Vierradener Straße, Oderstraße, August-Bebel-Straße, Karl-Marx-Straße, Wasserplatz, Gustav-Rotkopf-Straße, Fritz-Krumbach-Straße, Am Sportplatz. Ulica kończy swój bieg przy parku Heinrichslust. Na odcinku od Vierradener Straße do Lindenallee stanowi fragment drogi krajowej B166.

## Historia
Po otwarciu w 1828 r. nowej drogi łączącej Berlin ze Szczecinem, Berliner Straße przejęła od Vierradener Straße funkcję miejskiej arterii komunikacyjnej. Po II wojnie światowej Berliner Straße przemianowano na Ernst-Thälmann-Straße i wydłużono od Lindenallee do parku Heinrichslust. W 1992 r. przywrócono pierwotną nazwę.

## Obiekty
- Berliner Straße 46-48: teatr Uckermärkische Bühnen Schwedt[2]
- Berliner Straße 52E: Centrum Usługowo-Doradcze Euroregionu POMERANIA[3]